# Moment (matematik)
Moment är inom matematik och statistik en storhet som bygger på fysikens moment, men som har en mer abstrakt betydelse.
Det n-te momentet av en reell funktion f(x) kring ett värde c är
{\displaystyle \mu '_{n}=\int _{-\infty }^{\infty }(x-c)^{n}\,f(x)\,dx.}
Momenten kring c=0 kallas ofta kort och gott för funktionens moment. Ofta är funktionen en statistisk täthetsfunktion.

## Momentens innebörd för sannolikhetsfördelningar
Momenten av olika ordningar är viktiga inom sannolikhetslära och statistiska applikationer eftersom de speglar vissa viktiga egenskaper hos sannolikhetsfördelningens täthetsfunktion. Oftast undersöker man funktionens centralmoment, det vill säga moment som centrerats kring täthetsfunktionens medelvärde.
- Första ordningens moment är funktionens medelvärde, det värde som funktionen är centrerad kring. Centralmomentet är då noll.
- Andra ordningens moment är funktionens varians.
- Tredje ordningens centralmoment visar hur sned täthetsfunktionen är. Om den är symmetrisk kring medelvärdet är centralmomentet lika med noll.
- Fjärde ordningens centralmoment visar om fördelningen har ett högt och smalt utseende, eller ett kort och tjockt.